# Кальчіано
Кальчіано (італ. Calciano) — муніципалітет в Італії, у регіоні Базиліката, провінція Матера.
Кальчіано розташоване на відстані близько 350 км на південний схід від Рима, 35 км на схід від Потенци, 35 км на захід від Матери.
Населення — 778 осіб (2014).

## Демографія
Населення за роками:

Станом на 1 січня 2023 року в муніципалітеті офіційно проживало 12 іноземців з 5 країн, серед них 3 громадяни країн Євросоюзу.

## Сусідні муніципалітети
- Аччеттура
- Альбано-ді-Луканія
- Кампомаджоре
- Гарагузо
- Грассано
- Олівето-Лукано
- Трикарико